# Lotterigevinsten
Lotterigevinsten er en dansk stumfilm produceret af Nordisk Films Kompagni. Filmens instruktør er ukendt. 
Det Danske Filminstitut har registreret filmen under registreringsnummer 36051, og har under dette registreringsnummer samlet kildemateriale om filmen. Af materialet fremgår en dansksproget beskrivelse, hvoraf fremgår, at filmen handler om et ungt par, der går fra hinanden som uvenner umiddelbart efter at have købt en lodseddel, som de har delt. Parret vinder herefter en barnevogn, og efter forviklinger forsoner parret sig. Samme handling beskrives i et fransksproget filmprogram for den franske udgave af filmen. Samme kildemateriale er tilknyttet filmen Axel Breidahls Lotterigevinst fra 1913, en film, der af Nordisk havde den interne titel Lotterigevinsten. 
Af materialet for filmen under registreringsnummer 36051 fremgår tillige, at filmen er identisk med filmen, der i engelsksprogede lande blev distribueret under titlen A Doubtful Pleasure. Handlingen i A Doubtful Pleasure beskrives imidlertid som en mand, der vinder en kalv, som han herefter tager hjem i mandens hjem. 
Der er formentlig tale om to forskellige film.